# Bambari (subprefektur)
Bambari är en subprefektur i Centralafrikanska republiken.   Den ligger i prefekturen Ouaka, i den centrala delen av landet, 300 km nordost om huvudstaden Bangui. Antalet invånare är 41 486.
I omgivningarna runt Bambari växer huvudsakligen savannskog. Runt Bambari är det glesbefolkat, med 15 invånare per kvadratkilometer.